# Dave Mason
Dave Mason (eg. David Thomas Mason), född 10 maj 1946 i Worcester i England, är en brittisk sångare, gitarrist och låtskrivare. Han började sin musikkarriär i rockgruppen Traffic under 1960-talets andra hälft. Han medverkade på gruppens två första album (Mr. Fantasy och Traffic) som låtskrivare och gitarrist innan han lämnade den 1968. Samma år medverkade han på akustisk gitarr på Jimi Hendrix inspelning av Bob Dylans låt "All Along the Watchtower". 1969–1970 turnerade han med gruppen Delaney, Bonnie & Friends där också George Harrison och Eric Clapton medverkade. Han spelar även gitarr på Harrisons solodebutalbum All Things Must Pass. Under 1970-talet hade han mindre framgång som soloartist och fick 1977 en medelstor hitsingel i USA med låten "We Just Disagree" som nådde #12 på Billboard Hot 100. 1995 medverkade han på Fleetwood Macs album Time. Under 2000-talet har han turnerat med Dave Mason Band i USA och Kanada.

## Diskografi (urval)

### Solo
Studioalbum
- 1970: Alone Together (RIAA: Guld[1])
- 1971: Dave Mason & Cass Elliot
- 1972: Headkeeper
- 1973: It's Like You Never Left
- 1974: Dave Mason (RIAA: Guld[1])
- 1975: Split Coconut
- 1977: Let It Flow (RIAA: Platina[1])
- 1978: Mariposa de Oro (RIAA: Guld[1])
- 1980: Old Crest on a New Wave
- 1987: Two Hearts
- 1987: Some Assembly Required
- 2008: 26 Letters - 12 Notes
- 2014: Future's Past

### Med Traffic
Studioalbum
- 1967: Mr. Fantasy
- 1968: Traffic